# Kapuzinerkloster Breisach
Das Kapuzinerkloster Breisach ist ein abgegangenes Kloster des Kapuzinerordens in der Stadt Breisach. Die Grundsteinlegung erfolgte 1626. Das 1785 aufgehobene Kloster wurde 1793 durch Beschuss schwer beschädigt und 1825 weitgehend abgerissen.

## Geschichte

### Gründung
Bereits 1607 bemühte sich der Rat der Stadt Breisach beim Provinzkapitel der Schweizerischen Kapuzinerprovinz um eine Niederlassung des Ordens in der Stadt. Die entscheidende Initiative ergriff 1624 der Vorderösterreichische Regent Leopold V., der die Baukosten übernahm. Die Grundsteinlegung erfolgte am 24. April 1624 in Anwesenheit des Landesherrn durch den Abt der Zisterzienserabtei Tennenbach. Der Grundstein mit der Jahresangabe 1624 und dem vereinfachten Wappen des Stifters ist im Breisacher Museum für Stadtgeschichte am Reintor erhalten.
Am 24. Oktober 1627 erfolgte die Weihe der Kirche. Der italienische Maler Guido Reni malte 1626 bis 1628 ein Altarbild für den Hochaltar der Kirche mit der Darstellung des Herrn, seit 1793 ist dieses verschollen.
Nach langer Belagerung wurde die Stadt Breisach vom Mai bis zum 18. Dezember 1638 durch Bernhard von Weimar eingenommen. Das Elend der Belagerten bis hin zum Kannibalismus wurde nach Friedrich Justin Bertuch im Tagebuch eines Breisacher Kapuziners festgehalten, wobei der Verbleib der originalen Quelle unklar ist. Die Stadt blieb bis zum Frieden von Rijswijk 1697 durch Frankreich besetzt. Die Kapuziner standen in der Gunst des französischen Königs, der 1639 dem Wunsch seines Gouverneurs Johann Ludwig von Erlach, die Kapuzinerkirche in einen Getreidespeicher umzubauen, nicht nachkam. Auf Geheiß Ludwigs XIV. wurde im am Rhein gegenüberliegenden Neuf-Brisach ebenfalls ein Kapuzinerkloster errichtet. 1668 spalteten sich die 27 vorderösterreichischen Klöster, darunter das Kloster in Breisach, am 16. April auf dem Provinzialkapitel der Schweizer Kapuzinerprovinz in Wyl ab und gründeten die Vorderösterreichische Kapuzinerprovinz.
1746 wurde Fidelis von Sigmaringen heiliggesprochen. Wie auch in den übrigen Kapuzinerklöstern der Provinz wurde kurz nach 1746 eine Fideliskapelle an der Nordwand der Laienkirche angebaut oder eine bestehende Kapelle umgewidmet. Das Altarblatt mit dem Martyrium des hl. Fidelis nach einem Kupferstich Sebastiano Concas von 1729 blieb erhalten und wird ebenfalls im Breisacher Museum für Stadtgeschichte am Reintor aufbewahrt.
Der gegenüber den Kapuzinern voreingenommene Kaiser Joseph II. visitierte im Juli 1777 auf dem Rückweg der Reise nach Paris die Stadt Breisach. 1785 wurde das Kapuzinerkloster als eines der ersten in Vorderösterreich aufgehoben. Die verbliebenen Kapuziner erhielten lediglich ein Bleiberecht. 1793 wurde das Kloster durch das Bombardement der französischen Revolutionsarmee im Ersten Revolutionskrieg unbewohnbar. Die Reste wurden 1825 abgetragen. Lediglich ein Teil der Gruft und Mauerreste blieben erhalten. Das Klostergelände lag innerhalb der Stadtmauern am Übergang zum südlichen Drittel der Stadt, in etwa auf der Höhe der heutigen Kapuzinergasse 6–10. Nach den Zerstörungen der Kriege seit 1793 erinnert nur noch die Straßenbezeichnung Kapuzinergasse an das Klostergelände.

### Aufgaben und Tätigkeiten des Klosters

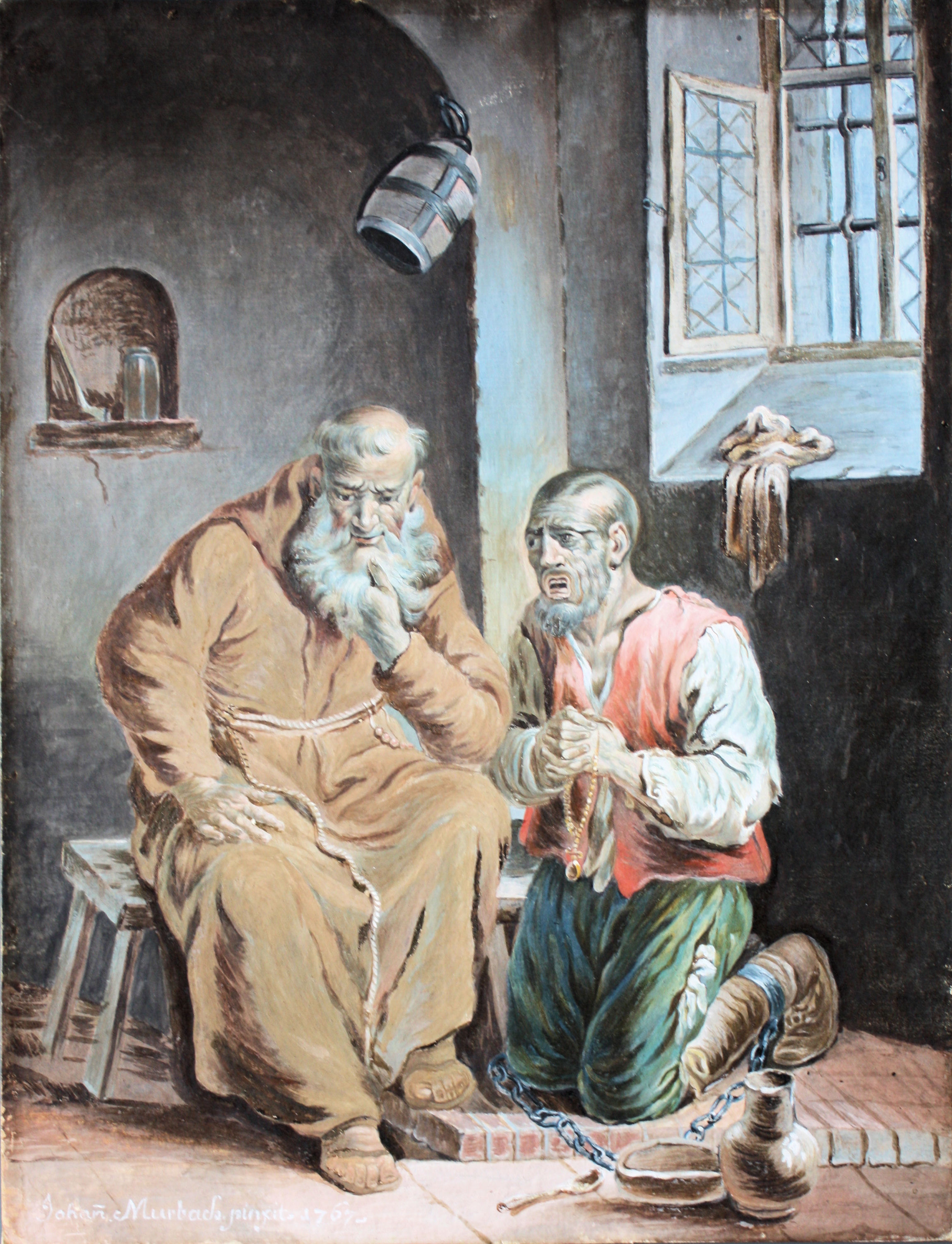
Johann Murbach: Kapuziner bei der Abnahme der Beichte, Gouache 1767

Die Kapuzinerpriester halfen zeitweilig innerhalb des Dekanats Breisach aus. Ab 1670 kam nach der Abschaffung des Pfarrzwanges die ´Spendung des Bußsakraments hinzu. In der Folge berichteten die vorderösterreichischen Kapuzinerklöster über jährlich bis zu 800 000 abgenommene Beichten. Die seelsorgerische Betreuung der Kranken und Sterbenden war nach dem Usus der Zeit fast ausschließlich den Kapuzinern anvertraut. Kapuziner nahmen sich in Gefängnissen in besonderer Weise Inhaftierter und Verurteilter an und begleiteten die zum Tode verurteilten auf ihrem letzten Gang. Ein weiterer Schwerpunkt ihres Wirkens lag in der Mission, die sich bis in die reformierte Markgrafschaft Baden erstreckte. Der Kapuzinerorden erwarb sich große Verdienste bei der Versorgung der Pestkranken in den Epidemien des 16. und frühen 17. Jahrhunderts. Das Breisacher Kloster engagierte sich besonders in den Pestausbrüchen der Jahre 1632 bis 1634 und 1639.

### Persönlichkeiten
- Marin Brunck, Ordensname P. Gervasius (1648–1717), Lektor, Buchautor, Guardian in Breisach von 1694 bis 1697